# Il cuore, la voce
Il cuore, la voce è un album raccolta uscito nel 2001, contenente 18 brani di Adriano Celentano.

## Tracce
1. Adriano Celentano – Vivrò per lei (My Prayer) – 2:38 (Boulanger, Kennedy, Bertini, Carrera)
2. Adriano Celentano – Solo da un quarto d'ora – 5:43 (A. Celentano)
3. Adriano Celentano – E voi ballate – 3:00 (N. Ciangherotti, Nisa, M. Del Prete)
4. Adriano Celentano – Stai lontana da me – 2:28 (B. Bacharach, B. Hilliard, Mogol)
5. Adriano Celentano – Letto di foglie – 5:36 (D. Besquet, R. Jackson, A. Celentano)
6. Adriano Celentano – Sei rimasta sola – 2:20 (R. Gianco, M. Del Prete)
7. Adriano Celentano – Una storia come questa – 4:30 (M. Del Prete, G. Canarini)
8. Adriano Celentano – L'emozione non ha voce – 4:30 (Mogol, G. Bella)
9. Adriano Celentano – Manifesto – 3:42 (T. Cutugno, C. Minellono, M. Del Prete)
10. Adriano Celentano – Viola – 3:46 (L. Beretta, M. Del Prete, F. De Luca)
11. Adriano Celentano – L'ascensore – 2:38 (Merle, Depsa)
12. Adriano Celentano – Soli – 4:02 (T. Cutugno, C. Minellono)
13. Adriano Celentano – Storia d'amore – 5:13 (A. Celentano, L. Beretta, M. Del Prete)
14. Adriano Celentano – Una carezza in un pugno – 2:55 (G. Santercole, L. Beretta, M. Del Prete)
15. Adriano Celentano – Amore no – 5:03 (T. Cutugno, C. Minellono)
16. Adriano Celentano – Lirica d'inverno – 3:52 (A. Celentano, L. Beretta, M. Del Prete)
17. Adriano Celentano – Torno a settembre – 4:59 (C. Conti, A. Pace)
18. Adriano Celentano – Stivali e colbacco – 4:14 (F. Batacchi, M. Del Prete, E. Sciorilli, N. Butrowsky)
19. Adriano Celentano – Nessuno mi può giudicare (bonus track) (M. Panzeri, D. Pace, L. Beretta, M. Del Prete)